# Johann Fischbach

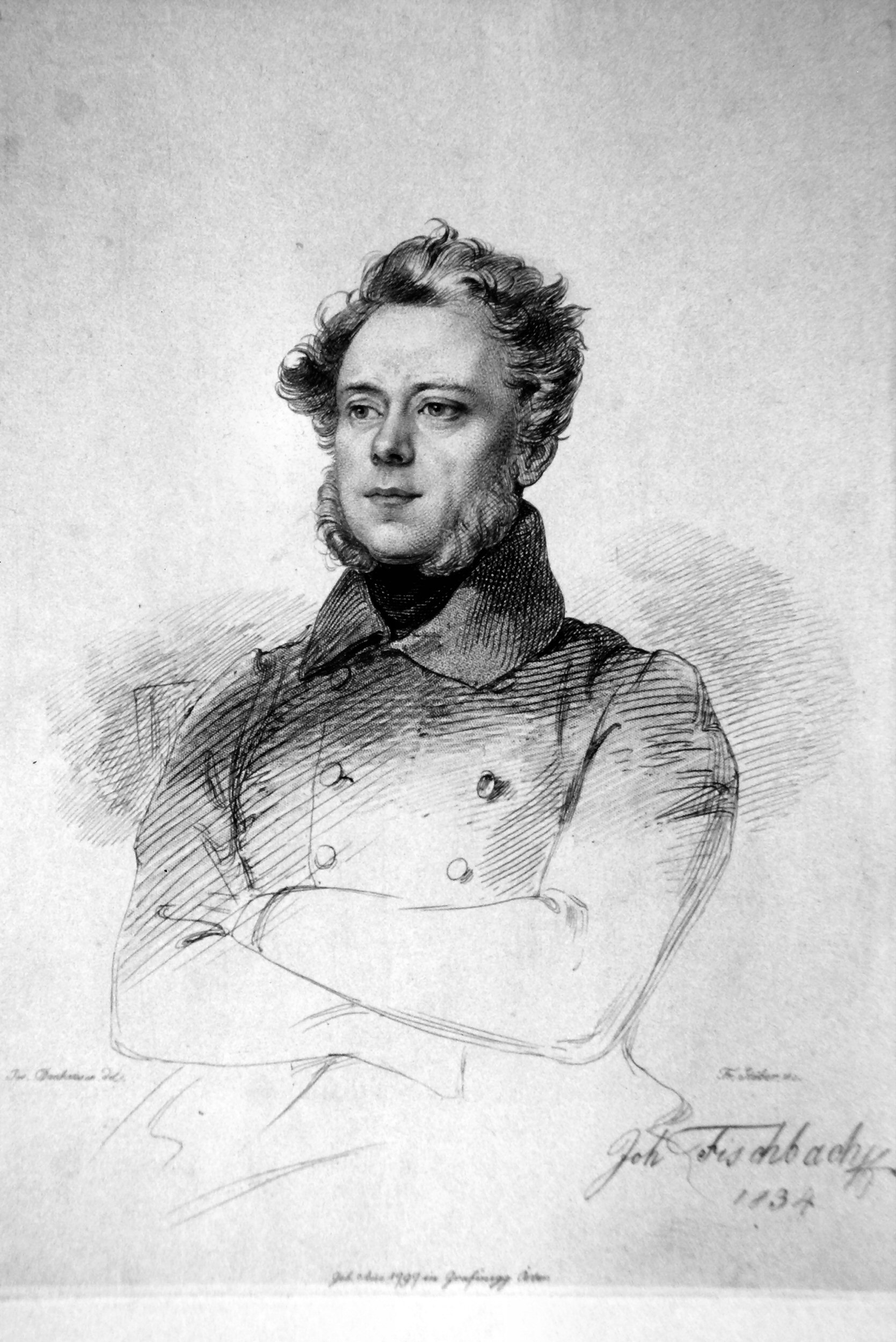
Johann Fischbach, Radierung von Franz Xaver Stöber, nach Josef Danhauser, 1834

Johann (Franz) Fischbach (* 5. April 1797 in Grafenegg in Niederösterreich; † 19. Juni 1871 in München) war ein österreichischer Maler.

## Leben
Johann Fischbach wurde als Sohn eines Gräflich Breunerschen Haushofmeisters geboren und studierte an der Wiener Akademie, die ihm 1821 den Großen Preis für eine „ideale Landschaft“ verlieh. Er kam 1840 nach Salzburg und war hier als anerkannter Maler tätig, der das Kunstleben nachhaltig beeinflusste. Er war auch an der Gründung des dortigen Kunstvereins maßgeblich beteiligt und betrieb hier eine kleine Akademie, an der auch Josef Mayburger, Hans Makarts Vater und dessen Schwager Johann Rüssemayer teilnahmen und auch Hans (Johann) Makart selbst nahm hier als Kind erste Malversuche vor. Die erste Ausbildung von Josef Mayburger hat Fischbach dabei maßgeblich gefördert. Besonders bekannt wurden seine Malerischen Ansichten von Salzburg und Oberösterreich, die als Stahlstich reproduziert weite Verbreitung fanden. 1851 baute Fischbach im Schweizerhausstil umgeben von einem weiträumigen Park, den er vollendet gestaltete, seine eigene Villa in Salzburg-Aigen (heute als Fischbachvilla bekannt). Nach dem frühen Tod seines äußerst begabten Sohnes August floh Fischbach tiefbetroffen aus Salzburg und verbrachte sein letztes Lebensjahrzehnt nun in München, wo er hochgeachtet 1871 im Alter von 74 Jahren starb.
Fischbach ist mit Moritz von Schwind und Ludwig Richter einer der angesehensten Vertreter des österreichischen Biedermeier, der mit hoher malerischen Sensibilität vor allem die Behaglichkeit, das Träumerisch-Gemütsvolle darstellt, aber dabei nie den Realitätsbezug aufgibt. Auf der steten Suche nach einer „heilen Welt“ und einer vollendeten Eintracht von Natur und Mensch findet er im bäuerlichen Leben diese Ideale der Romantik und des Biedermeier am ehesten verwirklicht. Er zeigt eine schwärmerische Liebe zum Wald und zum Almleben, zum schroffen Hochgebirge und zu bäuerlichen Landschaftsbildern und malt Fischer, Schmuggler und Jäger, Hirten und Sennerinnen in der Landschaft, ohne dabei je in die Glätte einer salonhaften Malerei zu verfallen. Seine Wolkenstudien wurden und werden mit den sehr verwandten Studien von Adalbert Stifter verwechselt.
Fischbach malte zumeist Landschaften, versuchte sich aber auch im Genre, in Bildnissen, Architekturstücken und Stillleben. Er war ein gewissenhafter Zeichner, was er besonders in seinen Kohlezeichnungen die Waldbäume Deutschlands bewies, deren Vervielfältigung durch Fotografie seinen Namen in weiteren Kreisen bekannt machte. In der Neuen Pinakothek zu München befindet sich ein bedeutendes Bild von ihm, die Partie bei Salzburg. Besonders schätzte er auch kleinformatige Aquarelle, die seinen poetischen Qualitäten in jeder Weise gerecht werden.

## Grabstätte

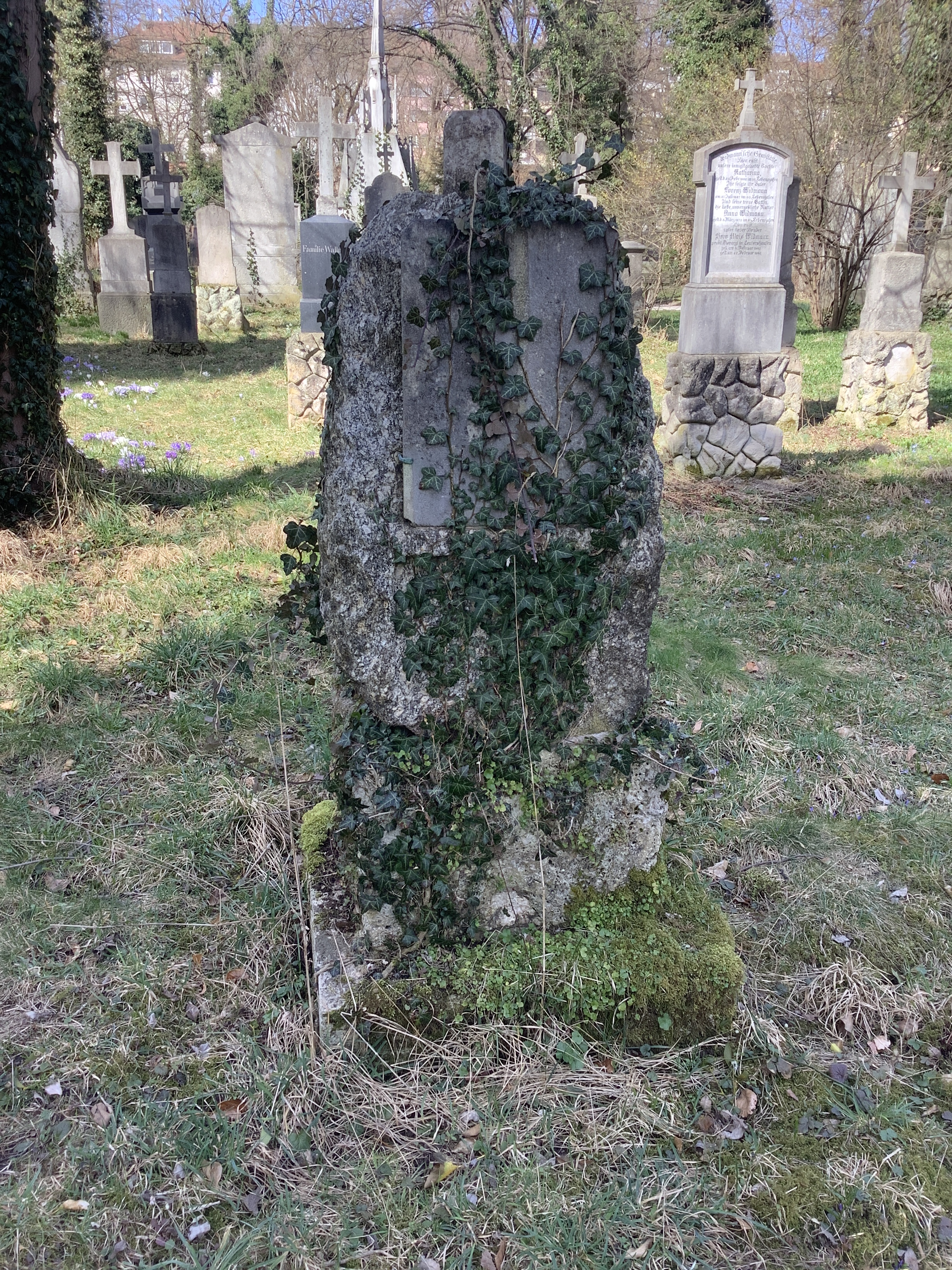
Grab von Johann Fischbach auf dem Alten Südlichen Friedhof in München

Die Grabstätte von Johann Fischbach befindet sich auf dem Alten Südlichen Friedhof in München (Gräberfeld 32 – Reihe 3 – Platz 30) Standort.

## Werke (Auswahl)

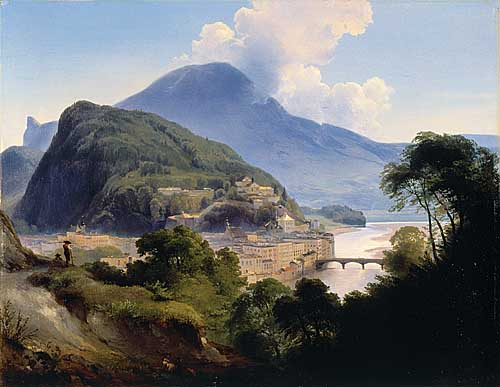
Salzburger Ansicht mit dem Kapuzinerberg, 1844
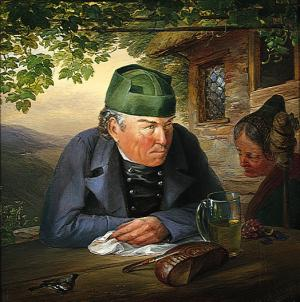
Vesperbrot, 1831